# Bassiano (racional)
Bassiano (em latim: Bassianus) foi um oficial romano do século IV, ativo durante o reinado do imperador Teodósio (r. 378–395). Um homem perfeitíssimo (vir perfectissimus), em 384 era um dos vários racionais de Roma responsáveis residência imperial que ouviram acerca duma prolongada disputa testamentária.